# اوسموس
اوسموس (انگلیسی: Osmos) یک بازی ویدئویی پازل تک‌نفره و چندنفره برای سکوهای ویندوز، اواس ده، لینوکس، استیم، دسورا، بازی‌ها برای ویندوز - لایو، آن‌لایو، آی‌اواس و اندروید می‌باشد که توسط همیسفیر گیمز توسعه و نشر پیدا کرده است.
این بازی اولین بار در ۱۷ اوت ۲۰۰۹ و به صورت توزیع دیجیتال منتشر شد.

## بازی
در این بازی، شما یک جاندار تک یاخته ای هستید و باید به سوی جانداران تک یاخته ای کوچکتر بروید تا با برخورد با آنها، آنها را فروبرید. ولی اگر با موجودات بزرگتر برخورد کنید، آنها جاندار تک یاخته ای شما را فروخواهند بُرد و بازی به پایان میرسد! جاندارانی که از جاندار تک یاخته ای شما کوچکتر هستند آبی رنگ هستند و جانداران بزرگتر قرمز رنگ هستند. برای دگرگونیِ سوی حرکت باید جِرمِ موجود تک یاخته ای در جهت مقابل دفع شود.
در بیست و پنجم ژوئن 2012 (5 تیر 1391)، همیسفیر گیمز (به انگلیسی: Hemisphere Games) از نسخه ی چند بازیکن (مالتی پلیر) برای سیستم عامل iOS پرده برداری کرد و در 19 جولای 2012 (25 تیر 1391) از صفحه ی فیسبوک بازی پرده برداری کرد.

## بازخورد
به صورت کلی این بازی بازخورد مثبتی را برانگیخته است و بر پایه ی 22 مروری که برای آن در متاکریتیک نوشته شده، نمره ی 80 را گرفته است. در ایندیکِید 2009 (IndieCade) این بازی برترین بازی در زمینه ی نمایش نامیده شد و برنده ی جایزه ی شد. شرکت اپل، بازی اوسموس را به عنوان بهترین بازی آی پَد برای سال 2010 برگزید. این بازی در همان سال جایزه های گوناگون دیگری را نیز برده است. آی جی اِن (IGN)، جایزه ی بهترین موسیقی بازی را در سال 2010 به این بازی داد.

## موسیقی
موسیقی این بازی شامل قطعه های زیر میشود:
1. تِمِ اوسموس- وینسنت اِت تریستان (Vincent et Tristan)
2. گاز (Gas)- "اکتشاف (discovery)
3. بایوسفیِر (Biosphere)- Antennaria
4. لاسیل (Loscil)- قطعه ی "Lucy Dub"
5. لاسیل- قطعه ی "Rorschach"
6. لاسیل- قطعه ی "Sickbay"
7. آسمان های رفیع (High Skies)- قطعه ی "The shape of things to come"
8. جولین نِتو (Julian Neto) قطعه ی "from cover to cover"
9. جولین نتو قطعه ی Farewel

دانلود بسیاری از این قطعه ها در مارچ 2010 به رایگان فراهم شد .